# Elisabeth Arnold
Elisabeth Arnold (født 20. oktober 1941 på Frederiksberg) er tidligere medlem af Folketinget for Det Radikale Venstre. Hun blev første gang valg til Folketinget i 1988.

## Biografi fra Folketingets hjemmeside
Arnold, Elisabeth, udviklingschef, Århus.
Det Radikale Venstre. – Folketingsmedlem for Århus Amtskreds fra 10. maj 1988. Medlem af Folketingets Præsidium 1. oktober 1996-11. marts 1998.
Født 20. okt. 1941 på Frederiksberg, datter af civilingeniør Viggo Arnold og husmoder Sigrid Margaret Arnold.
Nysproglig student fra Holte Gymnasium 1960. Cand.scient. (biokemi) Københavns Universitet 1969.
Afdelingsleder på A/S Dumex 1980-86, udviklingschef 1986-88. Medlem af bestyrelsen for Forskningscentret ved Hørsholm 1981-87, formand 1985-87. Medlem af bestyrelsen for A/S Dumex 1974-80 og af bestyrelsen for Danmarks Radio 1987-88. Medlem af repræsentantskabet for Statens Kunstfond 1988-90 og af repræsentantskabet for Århus Symfoniorkester siden 1988. Medlem af bestyrelsen for Støttecenter Mod incest, København, 1991-93. Medlem af bestyrelsen for Ubådsfonden 1992-95. Medlem af bestyrelsen for Tryg livsforsikring og Tryg pension siden 1993. Formand for regeringens internationale ligestillingsudvalg fra 1997.
Medlem af den danske delegation i Europarådets Parlamentariske Forsamling fra 1989. Skatteordfører for Det Radikale Venstre fra 1988-98. Næstformand i Folketingets Europaudvalg 1994-2001. Det Radikale Venstres ordfører i sager vedrørende Folketingets Retsudvalg, Uddannelsesudvalg og Europaudvalg.
Partiets kandidat i Sundbykredsen fra 1979, i Enghavekredsen fra 1981, i Valby- og Slotskredsene fra 1984 og i Århus Vest-kredsen fra 1988.